# Bukit Panjo
Bukit Panjo är en kulle i Indonesien.   Den ligger i provinsen Aceh, i den västra delen av landet, 1 600 km nordväst om huvudstaden Jakarta. Toppen på Bukit Panjo är 64 meter över havet.
Terrängen runt Bukit Panjo är platt.Runt Bukit Panjo är det ganska tätbefolkat, med 52 invånare per kvadratkilometer. Omgivningarna runt Bukit Panjo är en mosaik av jordbruksmark och naturlig växtlighet.